# Geovany Quenda
Geovany Tcherno Quenda (Bissau, 30 april 2007) is een Portugees voetballer die bij voorkeur als vleugelspeler speelt. Hij speelt bij Sporting CP.

## Clubcarrière
Quenda werd geboren Bissau in en speelde in de jeugd bij Damaiense,  Benfica en Sporting CP. Op 3 augustus 2024 debuteerde hij in het eerste elftal in de Supertaça tegen FC Porto. Zes dagen later kreeg Quenda een basisplaats in de competitiewedstrijd tegen Rio Ave.

## Interlandcarrière
Op 30 augustus 2024 werd hij door Portugees bondscoach Roberto Martínez opgeroepen voor de UEFA Nations League wedstrijden tegen Kroatië en Schotland.